# سمفونی شماره ۴ (هایدن)

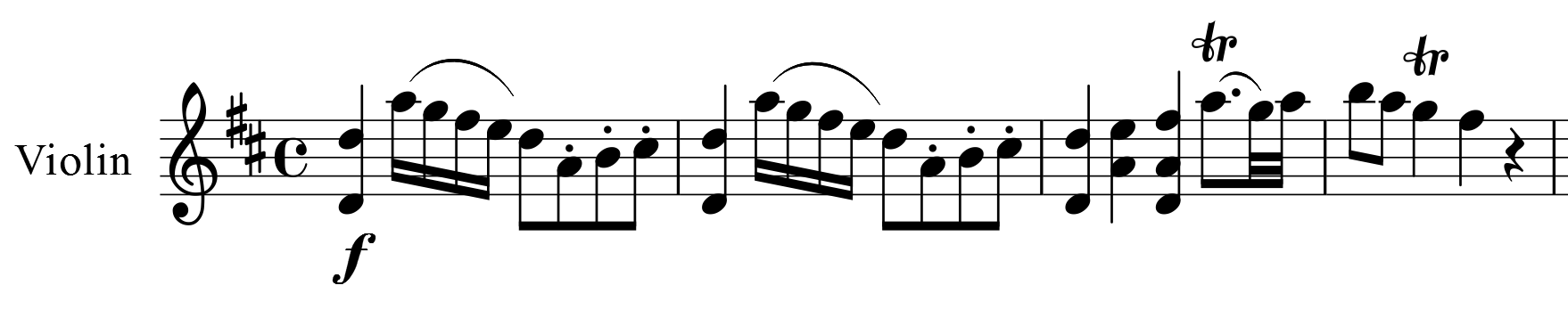
یوزف هایدن، سمفونی شماره ۴، موومان اول، میزان‌های ۱ تا ۴

سمفونی شماره ۴ (به انگلیسی: Symphony No. 4) در رِ ماژور، هوبوکن یک/۴ (Hoboken I/4)،  نام یکی از سمفونی‌های آغازین یوزف هایدن است. او این اثر را در سه موومان و به احتمالِ بسیار در میانهٔ سال‌های ۱۷۵۷ و ۱۷۶۱ تصنیف کرد.